# Dionisio Scarlatti y Aldama
Dionisio Scarlatti y Aldama (Cádiz, 8 de octubre de 1812-Toledo, 10 de agosto de 1880), fue un compositor español, bisnieto del también compositor Domenico Scarlatti.

## Familia
Fue hijo de Francisco Scarlatti de Robles y de Isabel de Aldama García Caleyo. Su padre era hijo de Fernando Scarlatti Gentili, hijo a su vez de Domenico Scarlatti y de su primera mujer, Catalina Gentili Rosetti y de María Lorena de Robles. Dionisio contrajo matrimonio con la pintora Ramona Novella y Albir de quien tuvo descendencia.

## Vida
Su primera ópera, de tres actos, fue La donna di Ravena, estrenada en 1845 en el Teatro del Circo. En torno a 1846, concibió la idea de crear una Academia Nacional de Música y Declamación de la que era patrocinadora y protectora la reina Isabel II y el infante Francisco de Paula, con la intención de crear una ópera lírica nacional exclusiva para la música vocal española e incluso se llegó a ensayar su ópera Güelfos y gibelinos en 1846, pero el proyecto, en el que se habían comprometido también Joaquín Gaztambide, Joaquín Espín y Guillén, Francisco Salas y Juan Lombia, se deshizo por problemas internos según Francisco Asenjo Barbieri. Como periodista, fundó El Correo de Ambos Mundos.
Compuso Rinconete y Cortadillo (1872), inspirada en la obra de Cervantes; Angélica y Medoro, zarzuela en un acto original de Leopoldo María Bremón y otras muchas óperas y zarzuelas, bastantes de ellas con letra de su amigo el escritor Ángel María Segovia.